# 臧胜业
臧胜业（1951年2月6日—），男，山东胶州人，中华人民共和国政治人物。中央党校在职大学学历，吉林大学哲学硕士学位。第八、十届全国人大代表，中共十五大、十七大代表、中共第十七届中央纪委委员；六届、七届、八届省委委员。

## 生平
1970年至1983年间，在吉林省浑江轴承厂任职。1973年7月，加入中国共产党。1983年，进入吉林工业大学企管干修班学习。1985年起，步入仕途。1990年，担任吉林省四平市副市长。1993年，任市长。1996年，改任四平市委书记。1998年，任河北省邢台市委书记。2000年，改石家庄市委副书记、代市长、市长。2002年，任河北省省长助理。2005年3月，升任中共河北省委常委、省总工会主席。2006年11月，兼任河北省纪委书记。2014年8月卸任。